# معركة بصر الحرير
معركة بصر الحرير هي معركة وقعت في مدينه بصر الحرير التابعة لمحافظة درعا في سوريا ما بين يومي 20 و21 أبريل (نيسان) 2015 خلال الحرب الأهلية السورية.

## التسلسل الزمني للأحداث
في 20 أبريل (نيسان) 2015، شنت قوات الجيش السوري وميليشيات حزب الله هجومًا على معاقل الجيش السوري الحر وجبهة النصرة الواقعة شمال  مدينه بصر الحرير حيث كانت القوات  التابعة للمعارضة السورية تُسيطر على عدة قرى بالمنطقة. تمكّنت قوات الجيش السوري وميليشيات حزب الله عقب الهجوم من إعادة فتح الطريق الذي يربط بين محافظتي درعا والسويداء، كما قاموا بقطع طريق إمدادات  المعارضة المسلحة الذي يستخدم لنقل المقاتلين والأسلحة من الحدود الأردنية إلى بلدة اللجاة، وهي البلدة التي تعتبر بمثابة نقطة عبور للأسلحة إلى محافظة دمشق. ولكن تكبدت مليشيات حزب اللات والنظام وايران ومليشيات العراق الارهابيه خسارات فادحه وتم السيطره ع المدينه وهروب قطعان الشبيحه الى السويداء حيث تمكنت المعارضه من السيطره ع كتيبه التسليح ومركز الاغرار وكتيبه الكيمياء شرقي المدينه

## الخسائر البشرية
خلفت المعارك التي دارت في مدينه بصر الحرير  أبريل (نيسان) 2015 بحسب ما ذكره عدد قتلى النظام البائد ومرتزقه من ايران ولبنان وافغانيين تجاوز الف قتيل ، في حين اشتشهد 37 من مقاتلي الجيش السوري الحر  حيث دارت معركه عامود حوران تم فيها دحر المليشيات الايرانيه والعراقيه وشبيحه النظام الساقط  وكانت معركه صعبه ع النظام خيث خسر العديد من جنوده مع الايرانيين والافغان والعراقيين وفقد السيطره ع المعركه حيث تم تحيد اكثر من ٥٠٠ ارهابي بين منطقه اللجاه وبصر الحرير وتجاوز خساره النظام من الدبابات ٨٠ دبايه تم عطبها في بصر الحرير

## النتائج
تمكنت مليشيات بشار ابو كلسون من استعادة السيطرة على قرى مسيكة الشرقية والغربية والخوابى واشنان والدلافة، وتم استعادتها مره ثانيه ع يد الجيش السوري الحر  وتم تكبيد مليشات ابو كلسون ونظامه مع ايران ومليشيات العراق الارهابيه خساره فادحه .